# Fujiwara no Yoshisuke
Fujiwara no Yoshisuke est un nom japonais traditionnel ; le nom de famille (ou le nom d'école), Fujiwara, précède donc le prénom (ou le nom d'artiste).
Fujiwara no Yoshisuke (, 813 - 867)
est un courtisan, politicien et homme d'État japonais de l'époque de Heian.

## Carrière à la cour
Il est ministre durant le règne de l'empereur Montoku.
- 857 (Ère Tennan 1, 2e mois) : Yoshisuke est nommé udaijin[2].

Yoshisuke participe à la rédaction du Shoku Nihon Kōki.

## Généalogie
Membre du clan Fujiwara, il est fils de  Fujiwara no Fuyutsugu. Les frères de  Yoshisuke sont Fujiwara no Yoshifusa, Fujiwara no Nagayoshi et Fujiwara no Yoshikado.